# 野平昌人
野平 昌人（のだいら まさと、1918年5月20日 - 2017年6月5日）は、日本の経営者。北海道文化放送社長を務めた。長野県須坂市出身。

## 経歴
1940年に陸軍士官学校を卒業し、1954年に北海道新聞社に入社。1970年に取締役に就任し、1974年に常務、1977年に専務を経て、1978年に北海道文化放送社長に就任。1984年に会長に就任し、1986年には相談役に就任。
2017年6月5日肺炎のために死去。99歳没。